# Synchiropus rameus
Synchiropus rameus és una espècie de peix de la família dels cal·lionímids i de l'ordre dels perciformes.

## Morfologia
- Els mascles poden assolir 15 cm de longitud total.[1][2]

## Hàbitat
És un peix marí, de clima tropical i demersal.

## Distribució geogràfica
Es troba al nord-oest d'Austràlia i Nova Caledònia.

## Observacions
És inofensiu per als humans.